# Партизанская бригада имени Георгия Димитрова
Партизанская бригада имени Георгия Димитрова (болг. Партизанска бригада „Георги Димитров“) — подразделение Народно-освободительной повстанческой армии Болгарии, находившееся в ведении 5-й Старозагорской повстанческой оперативной зоны. Отряд действовал в районе Стара-Загоры.

## История
В 1942 году в районе Стара-Загоры была образована партизанская рота, которая по распоряжению ЦК БКП вошла в состав партизанского отряда имени Христо Ботева. С 1943 года действовала отдельно в районе Стара-Загоры, вела 20 марта бой в Боздугансковской-Кории, 3 июня — в районе Бенковски.
В октябре 1943 года Старозагорская рота была развёрнута в партизанский отряд, которому было присвоено имя Георгия Димитрова. Зимой 1943—1944 годов отряд перезимовал в местности Джамбазлий, где когда-то зимовала и Новозагорская партизанская рота. Командиром отряда был Енё «Карата» Танев, комиссаром — Иван «Благоев» Динев. Отряд действовал в окрестностях Стара-Загоры, атаковал шахты «Болгарка», «Бутора», «Надежда» и «Тврдица».
В апреле 1944 года отряд имени Димитрова вошёл в состав новой партизанской бригады имени Георгия Димитрова, куда вошли также Кириловский партизанский отряд имени Георгия Гырбачева и Новозагорский партизанский отряд имени Петко Енева. В мае того же года в бригаду вошёл Шейновский партизанский отряд имени Цвятко Радойнова, в июле — Казанлыкский партизанский отряд имени Марко Чернева.
Командиром новой бригады стал Стою Неделчев-Чочоолу, комиссаром — Йордан «Ильич» Вылев. С августа 1944 года бригада выпускала газету «Народна борба», в которой публиковались предупреждения и призывы к участию в партизанском движении, а также доклады полиции о проведённых партизанами атаках.
9 сентября 1944 года бригада участвовала в установлении власти Отечественного фронта в Стара-Загоре и окрестностях.